# 학교법인 충렬학원
학교법인 충렬학원은 벽성대학을 중심으로 하는 대한민국의 학교법인이었다. 1995년 3월 14일 벽성대학을 개교한 바 있다. 하지만 2014년 벽성대학이 교육부의 폐교 명령으로 폐교되었고 동시에 법인도 해산되었다.

## 연혁
- 1966년 11월 19일 : 학교법인 인광성학원 설립
- 1994년 11월 17일 : 벽성전문대학(벽성대학) 설립
- 1995년 3월 14일 : 학교법인 충렬학원으로 명칭 변경
- 2014년 2월 28일 : 벽성대학 폐교와 함께 법인 해산

## 구성
벽성대학은 전라북도 김제시와 완주군에 존재했던 전문대학이었다. 1955년 설립된 인천소년수양원이 모태로, 1994년 전문대학으로 개편되었다. 학교법인과 학교 등의 중대 비리 사태가 발생함에 따라 개교 20주년인 2014년에 폐교되었다.